# Goal-Line Technology
Goal-Line Technology, GLT ou, em português, Tecnologia da Linha de GolPB ou Tecnologia da Linha de GoloPE, é a tecnologia usada em estádios de futebol para saber se uma bola ultrapassou ou não a linha de fundo entre os postes da baliza.
Essa tecnologia foi usada pela primeira vez na Copa do Mundo de Clubes da FIFA de 2012, no Japão.
Em agosto de 2013, a primeira intervenção oficial (e correta) do aparato. Na primeira rodada do campeonato inglês (partida Chelsea 2 x 0 Hull City), em um lance, o goleiro defendeu a bola em cima da linha, e o hawk-eye não informou ao relógio do árbitro que a bola havia entrado.
Em 15 de junho na Copa do Mundo no Brasil em 2014 no jogo França x Honduras no Beira-Rio a tecnologia foi usada pela primeira vez interferindo na escolha da arbitragem, o árbitro da partida recebe a indicação de gol num aparelho semelhante a um relógio que usa no pulso.

## História
A primeira polêmica a respeito de um "gol fantasma" no futebol, aconteceu na Copa do Mundo de 1966, e ficou conhecida como Wembley-Tor
Porém, apesar de muitos protestos, durante anos, a International Football Association Board (IFAB), resistiu às pressões.
Com o aumento exponencial da quantidade de câmeras em campo, transmitindo as partidas com riqueza de detalhes, os erros de arbitragem se tornaram cada vez mais perceptivos. Assim, a entidade começou a ceder à tecnologia após a polêmica gerada por um gol legal do inglês Frank Lampard sobre a Alemanha, anulado erroneamente na Copa do Mundo de 2010, na África do Sul. Na Eurocopa de 2012, houve mais um gol fantasma. Imagens de televisão mostraram que a Ucrânia foi prejudicada pela não marcação de um gol. Após este lance, o presidente da FIFA, à época, afirmou:
| “ | "Depois do jogo da última noite, a GLT não é mais uma alternativa, mas uma necessidade." | ” |

Assim, a IFAB aprovou a utilização deste tipo de tecnologia no futebol no dia 5 de julho de 2012. A decisão da IFAB foi ratificada em votação dentro do Conselho da FIFA, em Zurique, no mesmo dia. Foi a primeira vez que foi permitido aos árbitros ter o auxílio de elementos externos para tomar suas decisões em campo.
| “ | “Não queremos transformar os árbitros em robôs. É uma ajuda extra, algo que um humano não teria como ver. Mas a decisão final é do árbitro.” | ” |

A FIFA, porém, não montou um padrão para a aplicação da tecnologia nos jogos. Após a Copa das Confederações de 2013, que foi o primeiro evento de seleções a contar com a tecnologia, cada federação interessada em utilizá-la estará livre para instalar o sistema que achar mais viável, criando diferenças entre torneios e entre clubes.

### Uso em Copas do Mundo
- A primeira Copa a utilizar esta tecnologia foi a Copa do Mundo FIFA de 2014, no Brasil.
- No dia 15 de Junho de 2014, no jogo França x Honduras, válido pela 1a fase da Copa do mundo FIFA de 2014, pela primeira vez em uma competição oficial da FIFA, um gol foi validado com o uso desta tecnologia. Após a bola bater na mão do goleiro hondurenho Noel Valladares, a bola passou centímetros a linha do gol, e o gol só foi validado após o "ok" no relógio do árbitro.[10]

#### Lista dos gols validados com o uso da tecnologia em Copas do Mundo FIFA
| #  | Jogador (que marcou o gol) | Tempo (min) | País Favorecido | Gol | Resultado final | Adversário (que tomou o gol) | Árbitro (que validou o gol) | Estádio           | Edição | Fase    | Data                | Ref    |
| -- | -------------------------- | ----------- | --------------- | --- | --------------- | ---------------------------- | --------------------------- | ----------------- | ------ | ------- | ------------------- | ------ |
| 1. | Noel Valladares (GC)       | 48'         | França          | 2–0 | 3–0             | Honduras                     | Sandro Meira Ricci          | Estádio Beira-Rio | 2014   | 1a fase | 15 de junho de 2014 | [ 10 ] |
| 2. | Bryan Ruiz                 | 44'         | Costa Rica      | 1–0 | 1–0             | Itália                       | Enrique Osses               | Arena Pernambuco  | 2014   | 1a fase | 20 de junho de 2014 | [ 11 ] |
| 3. | Aziz Behich (GC)           | 81'         | França          | 2–1 | 2–1             | Austrália                    | Andrés Cunha                | Arena Kazan       | 2018   | 1a fase | 16 de junho de 2018 | [ 12 ] |
| 4. | Juan Quintero              | 39'         | Colômbia        | 1–1 | 1–2             | Japão                        | Damir Skomina               | Arena Mordovia    | 2018   | 1a fase | 19 de junho de 2018 | [ 13 ] |

## Tecnologias
As chamadas Tecnologias da Linha do Gol se basearam, basicamente, em dois modelos: câmeras espalhadas pelo estádio, e projetos que envolviam a criação de um campo electromagnético, com uma bola dotada de um sensor.
Para obter credenciamento da FIFA, as tecnologias devem passar primeiramente por um teste no EMPA. Após os dados dos testes terem sido coletados, eles são fornecidos à International Board, para uma decisão final sobre a tecnologia.
Abaixo a lista das tecnologias.

### Tecnologia baseada no uso de câmeras
| Nome Tecnologia | Criadores (Empresas/Pessoas) | Explicação da Tecnologia | Onde foi Utilizada |
| --------------- | ---------------------------- | --- | --- |
| Goalminder      | Harry Barnes e Dave Parden   | - Tecnologia baseada em câmeras instaladas dentro da baliza, que enviam imagens que provam que a bola entrou. | Ainda em fase de testes |
| Hawk-Eye        | Roke Manor Research          | - Utilização de sete câmeras atrás de cada baliza. As câmeras, apontadas para a linha do gol, captam 500 imagens por segundo, fazendo uma leitura 3D da bola e enviando o resultado para um software que processa a imagem. A confirmação do gol é enviada para o relógio usado pelo árbitro. | - Tecnologia semelhante as já usada no tênis e no críquete. * O voleibol também está usando esta tecnologia - A partir da temporada 2013-2014, é usada no campeonato inglês. - Foi a primeira a ser "usada oficialmente", após um lance polêmico na primeira rodada do campeonato inglês, em agosto de 2013. - Tecnologia aprovada pela FIFA. |
| GoalControl 4D  | GoalControl GmbH             | - Conjunto de 14 câmeras (7 câmeras para cada baliza), todas conectadas a um computador que analisa as imagens e envia um sinal para o relógio dos árbitros | - Tecnologia aprovada pela FIFA. - Foi usada na Copa das Confederações de 2013, e na Copa do Mundo de 2014. |

### Tecnologia baseada no uso de campo eletromagnético
| Nome Tecnologia   | Criadores (Empresas/Pessoas)                    | Explicação da Tecnologia | Onde foi Utilizada |
| ----------------- | ----------------------------------------------- | --- | --- |
| Cairos GLT system | Cairos Technologies AG em parceria com Adidas   | - Sensor usado dentro da bola que envia sinais a uma central de "GPS". Um computador analisa os dados, e diz se a bola "passou a baliza" ou não.                                                                        | - É uma evolução da tecnologia testada no Campeonato Mundial de Futebol Sub-17 de 2005, mas que provou-se um pouco lenta e com pouca precisão. - Tecnologia aprovada pela FIFA |
| GoalRef           | Fraunhofer Society em parceria com Select Sport | - Em cada meta são instaladas 10 antenas que criam um campo magnético. Neste caso, quando a bola, dotada de três microchips, supera a linha branca, o árbitro é avisado por meio de um sinal eletrônico em seu relógio. | - Essa tecnologia foi testada no Mundial de Clubes da FIFA de 2012. - Tecnologia aprovada pela FIFA.                                                                           |
| Impire AG         |                                                 | | |

## Falha no sistema e controvérsias
Em junho de 2020, depois de mais de 9 mil jogos mundo afora e uma infinidade de testes, o sistema Hawk-Eye, utilizado na Premier League, falhou ao não detectar que a bola havia atravessado a linha e não apontou que foi gol. O sistema não funcionou pois as câmeras do sistema Hawk-Eye são colocadas no alto do estádio. Assim, quanto mais alto e largo o jogador, maior a probabilidade de a bola ser obstruída, existindo, desta forma, um ponto cego para as câmeras. Nos testes de simulação, os “bonecos” que simulam os jogadores têm 1,65 m de altura e 1,40 m de largura entre os ombros.
Segundo a empresa que opera o sistema, a falha se deu pois "as sete câmeras localizadas nas arquibancadas ao redor do gol foram significativamente obstruídas pelo goleiro, defensor e pela trave. Esse nível de obstrução nunca foi visto antes em mais de 9 mil jogos que o sistema Hawk-Eye Tecnologia da Linha de Gol esteve em operação".